# Bröderna Dalton jagar ett arv
Bröderna Dalton jagar ett arv (L'héritage de Ran-Tan-Plan) är ett Lucky Luke-album från 1973. Det är det 41:e albumet i ordningen, och har nummer 15 i den svenska utgivningen.

## Handling
Ratata har blivit utsedd till ensam arvinge till den nyligen avlidne och mycket förmögne före detta fängelsekunden Oggie Svenson. Arvet innebär att Ratata står som ägare till såväl en silvergruva i Nebraska som stora delar av fastigheterna i Virginia City; däribland stadens kinakvarter. Ett tillägg i testamentet gör dock gällande att i händelse av Ratatas död blir Joe Dalton ny arvinge.
Lucky Luke får i uppdrag att agera eskort och livvakt för Ratata till Nevada. Snart nog lyckas också Daltons rymma från fängelset i syfte att ha ihjäl Ratata, men väl framme i Virginia City blir de inblandade i kinesiske gansterledaren Laj Jong Luis affärer.

## Svensk utgivning
- Morris; Goscinny, René, (översättare: Kåre Persson) (1974). Bröderna Dalton jagar ett arv. Lucky Lukes äventyr: 15. Stockholm: Albert Bonniers förlag. Libris 7144309. ISBN 91-0-039252-9
- Andra upplagan, 1981, Bonniers Juniorförlag. ISBN 91-48-39252-9
- I Lucky Luke – Den kompletta samlingen ingår albumet i "Lucky Luke 1973-1975". Libris 10031402. ISBN 91-7134-237-0
- Den svenska utgåvan trycktes även som nummer 35 i Tintins äventyrsklubb (1987). ISBN 91-7904-222-8
- Serien återtrycktes också i  "Lucky Luke Pocket" (2004)